# Sinal de Palla
O Sinal de Palla é um sinal observado nas radiografias de tórax sugestivas de embolia pulmonar, geralmente observadas no quadro agudo. O ramo interlobar descendente da artéria pulmonar direita é aumentado, causando uma aparência salsichóide em direção ao lobo médio direito da radiografia de tórax.